# 漢堡地鐵
漢堡地鐵（德語：Hamburg U-Bahn）為服務德國漢堡、諾德施泰特和阿倫斯堡等城市的地鐵。雖然名為地鐵，不過系統大多數的軌道是在地面。他的網絡和漢堡城市快鐵相互連接，其中也有地下部分。1912年2月15日通車，有4條路線 (U 1、U 2、U 3、U 4)和93個車站，路網總長為98.4（61.1英里）公里。

## 歷史

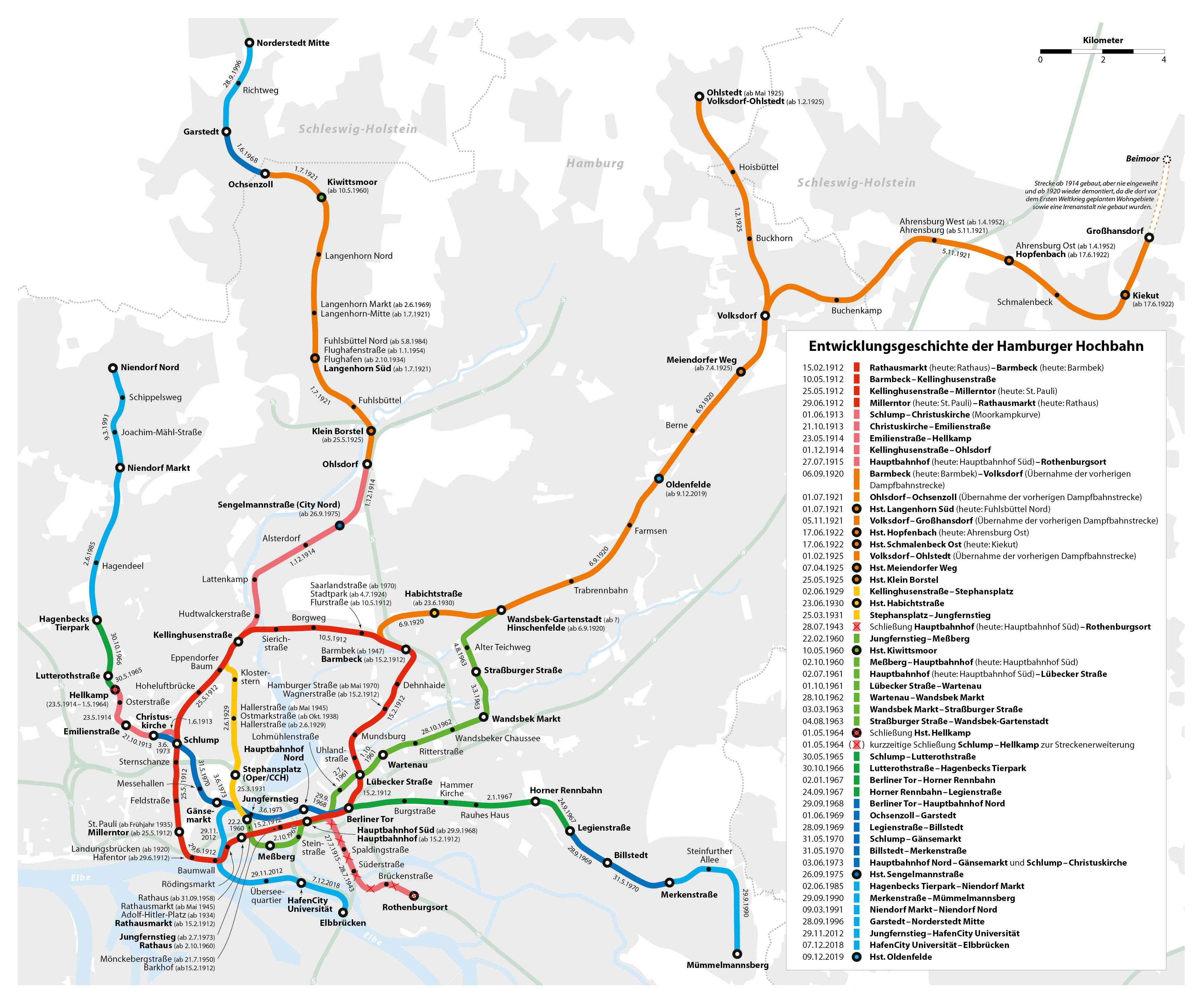
漢堡地鐵的歷史發展。

### 規劃
與許多歐洲主要城市一樣，漢堡的人口在 19 世紀末急劇上升，1866年開通的漢堡電車已經無法應付不斷增長的客流，興建更快速、運量更大的城市軌道交通的想法因此被提出。1883年到1901年一些關於地鐵的提案被提出，其中還包括興建懸吊式單軌的計畫。1901年西门子公司與AEG組成的集團提出地鐵的興建計劃，1905年漢堡通過建設規劃，將建設17.8公里的環狀主線與3條支線，總長27.85公里。

### 建設
1906 年 6 月 1 日地鐵開始建設，在建設工作如火如荼的同時，漢堡於 1907 年招標了地鐵的營運特許權。兩家建築公司西門子和AEG是此次招標的唯一參與者。這樣做的好處無疑是，如果他們也接手營運，技術上的困難會更容易解決。1907 年 7 月 31 日，兩家公司提交了一份要約，他們同意成立一家獨立運營的公司，1909 年初漢堡議會移交經營許可證，1911年負責運營漢堡地鐵的公司--漢堡高速交通 (HHA)正式成立，漢堡地鐵也在同一年開始進入測試階段。

### 開通與擴張
1912 年 2 月 15 日環狀主線的第一階段開通，漢堡地鐵開始營運，剩餘路段也在同一年陸續通車，三條支線則在1913-1915年之間車。
一戰結束之後，漢堡地鐵開始擴張其路網，擴張的目標是漢堡北方的郊區，漢堡出於政治原因非常熱衷於與其北方的飛地建立聯繫，因此HHA在1925年完成兩條向北延伸的地鐵路線：
- 1921年完成朗根霍恩地鐵線，由1914年通車至奧爾斯多夫站（英语：Ohlsdorf station）的支線延伸。[4]
- 1920到1925年陸續開通瓦爾德費爾地鐵線，包含通往大漢斯多夫站（英语：Großhansdorf station）與奧爾施泰特站（英语：Ohlstedt station）的兩條支線。[3]

隨著客流增加，HHA在1925到1927年之間增加站台長度，並在1928年開始運行6節編組的列車。
郎根霍恩與瓦爾德費爾地鐵線建成後，HHA考慮建設新線，使這兩條延伸線不需要經過環線，便抵達市中心。新路線連接環線的凱靈胡森街站與處女堤站，被稱為「凱榮線 (Kell-Jung-Linie)」，在1929與1934年分兩階段通車，在處女堤站可以經過地下道連接環線的市政廳站。然而隨著納粹掌權，德國預算被大量投入軍事，地鐵的建設因此被迫暫停。

### 破壞與重建
1939年二戰開始，1943年7月到8月盟軍發動汉堡大轰炸，導致地鐵一度完全停止營運，之後儘管恢復營運，但直到英國軍隊於 1945 年 5 月 3 日占領漢堡之前，各種襲擊接踵而至，也造成了嚴重的破壞，地鐵營運被多次中斷。其中羅騰堡索特支線 (最初通車時的三條支線之一)，因為路線與周圍住宅區受損嚴重，戰後未被重建，成為德國唯一一條永久停運、被拆除的地鐵路線。
1945 年 5 月 5 日，漢堡被英國軍隊佔領兩天后，地鐵恢復營運，並開始重建，到1950年除了羅騰堡索特支線嚴重毀損，被拆除之外，戰前的營運規模大致上恢復，路線延伸的規劃重新成為焦點。

### 戰後擴張
戰後HHA規劃4條地鐵營運路線，並給予拉丁字母排序，但實際營運時並未顯示路線編號，分別是：
- A線，原本的環線。
- B線，原本的艾姆斯比特爾支線 (最初通車時的三條支線之一)。
- C線，由原本的朗根霍恩線與凱榮線組成。
- D線，原本的瓦爾德費爾線。

1955年隨著私人載具普及，有軌電車被批評造成路面交通的堵塞，HHA計畫以地鐵、公交車取代有軌電車，為此規劃了7條、約200公里的地鐵路線，雖然這個規劃不符合當時的城市規模，但它後來成為幾條路線的藍圖。
最先開始建設的路線是HHA一直期待的，將凱榮線通過梅斯貝格延伸至漢堡中央車站，然後經過東部的万茨贝克区，連接至D線的萬茨貝克連接線，使D線可以直接連接至市中心。1955年夏天新路線開工建設，原定1957年開通，但規劃延遲、沿線居民對施工的抗議、地層下陷等問題，路線開通延遲。中央車站南側的軌道由於地層下陷，漢堡因此首次使用盾构机施工，1960 年 2 月 22 日處女堤站至梅斯貝格站區間開通，其餘路段陸續通車，1963 年 8 月 4 日新路線全線通車。
通往城市東南的比爾施泰特區的地鐵延伸線，被推遲到萬茨貝克連接線之後建設，同時計畫與往城市西北方的斯泰林根區的B線延伸線連接，但是在市中心路段因為環線已經無法容納更多列車，因此必須建設新的路線通過市中心。這條西北-東南走向的路線在1966到1973年之間分段通車，隨著1973年該線市中心的路段 (斯倫普-柏林托爾線) 通車，站後漢堡地鐵的擴張也告一段落，此後因為能源危機導致的經濟不景氣，使地鐵建設暫時停止。
另外當時HHA規劃建設新線通往城市西部的魯魯普區，然而1963年德國聯邦鐵路宣布漢堡城鐵的延伸計畫，與HHA的新路線發生競爭，儘管漢堡市政府、議會與HHA都極力希望這條新路線 (U4)建設，但是1974年市政選舉受經濟不景氣影響，德国社会民主党失去多數席位，被迫與德国自由民主党組成聯合政府，新的市政當局採取緊縮政策，放棄U4線的建設計畫。目前規劃建設的HHAU 5線與漢堡城鐵S 32線，可能分別重現舊U4線計畫中東段與西段的營運。

### 路線改組

HHA的營運路線圖 (1973-2009)

隨著路線擴張，HHA也改變營運模式，在1963年將原本4條營運路線改為3條，1966年漢堡引入U/S編號，將HHA營運的地鐵路線改為以數字編號，並冠上字母U，與城鐵 (S) 區別，直到1973年以前因為地鐵不斷擴張，營運路線經常變動，1973年之後3條地鐵線的營運模式才基本確定，分別是：
- U1線，由原本的C、D兩線經萬茨貝克連接線連接組成，為V字型的路線，目前U 1線基本上仍維持1967年時的營運路線，1968年西北端延伸一站。
- U2線，由B線、斯倫普-柏林托爾線與A線 (環線)東段組成，為U字型的路線。
- U3線，由原本A線 (環線)西段與比爾施泰特線組成，為C字型 (更近似「ㄈ」字型)的路線。[6]

由於U2與U3線拆分原本的A線，使漢堡最早通車的環線地鐵不再成環運行。

### 1980年代以後
1980年代漢堡開始新一輪的地鐵建設。

#### 路線延伸

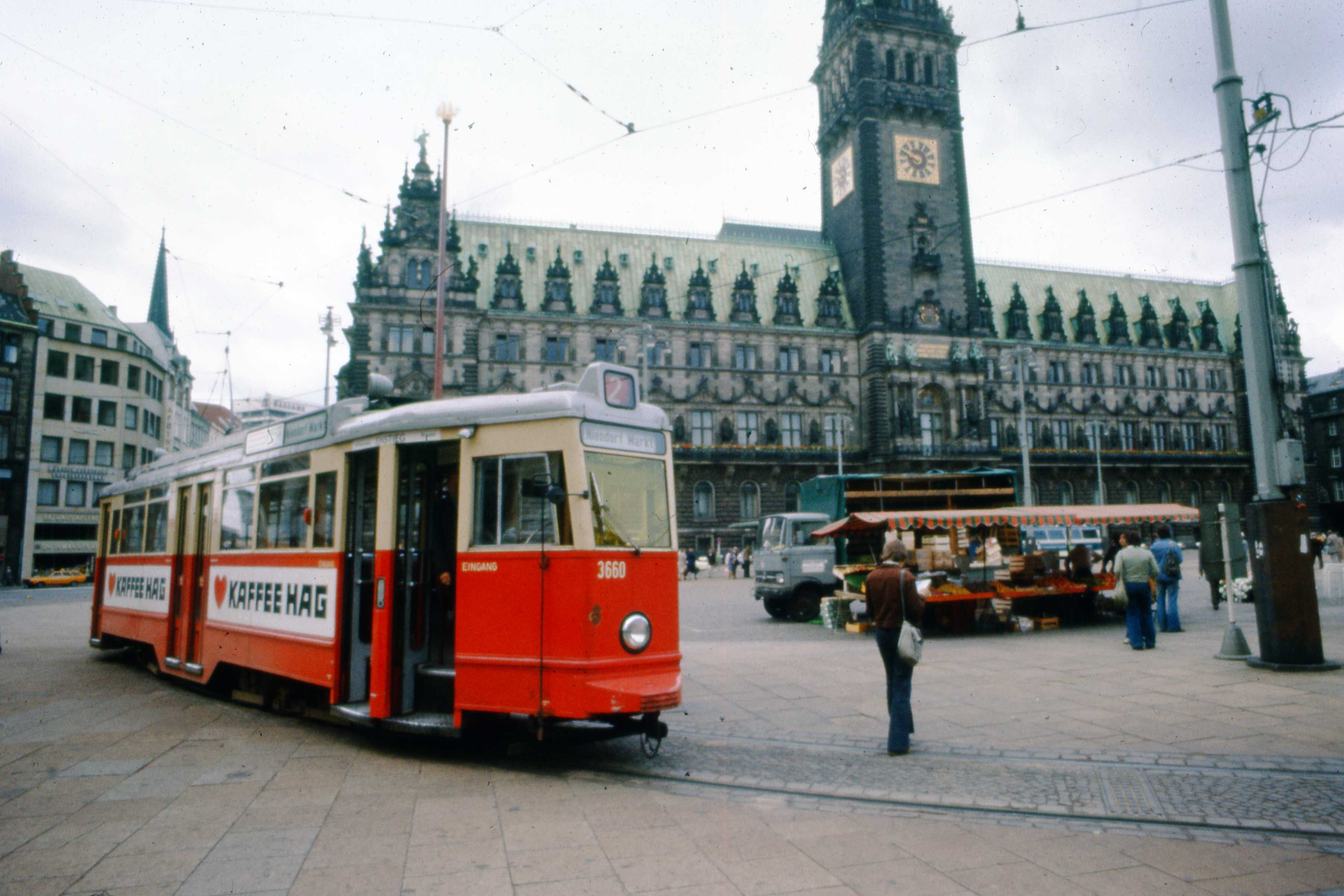
1975年時的漢堡有軌電車2號線

隨著地鐵路線擴張，漢堡有軌電車的路線不斷縮減，並被地鐵和公交車取代，漢堡計畫在1977年完全停止有軌電車的服務，但當時城市西北的宁多夫還有部分人口使用有軌電車前往市區，因此漢堡規劃將U2線延伸到寧多夫，取代有軌電車。延伸規劃在1977年通過，然而因為沿線人口密度低，有軌電車在1978年先行關閉，結束漢堡電車112年的營運。U2的延伸在1979年動工，分兩階段在1985年與1991年通車，終點為寧多夫北站。
在漢堡的東南方，另一條延伸線也在同一時間興建，即U3線延伸至大型住宅區明媚曼斯贝格，U3延伸線的規畫在1984年通過，同年動工興建，並於1990年完工通車，終點為明媚曼斯贝格站。U1線也在1996年延伸兩站至诺德施泰特中心车站站與漢堡運輸協會管理下的AKN鐵路。

#### U2、U3換線
2005年所有DT4型列車被交付給HHA，DT4型列車總長120公尺，HHA希望DT4型可以使用於開往明媚曼斯贝格站的路線，緩解當地大量的客流，但當時明媚曼斯贝格站所屬的U3線在市中心經過歷史最悠久的環線，環線車站的站台長度只有90公尺，不足以容納120公尺長的列車。因此HHA在2009年決定讓U2與U3線換線，將明媚曼斯贝格站所在的比爾施泰特線改由U2線營運，原本屬於U2線的環線東段則改由U3線營運。
換線之後，U 2線呈西北-東南走向，全線在戰後興建的路線行駛，新的U 3線則恢復環狀運行，但原本U2線的終點站万茨贝克-花园城站不在環線上，因此U3線的實際營運路線為近似「6」字型。

#### U4線開通
1997年時任漢堡市長亨寧·沃舍勞提出漢堡港城計畫，為了將該地區與漢堡其他地區連接，第4條地鐵線的興建被提出，2002年漢堡開始對U4線進行規劃，提出兩種方案，分別以U2線的處女堤站或U3線的市政廳站為起點。2004年調查指出，若以市政廳站為起點將導致U3線因施工暫停營運，因此選定以U2線的處女堤站為U4線的起點。市政當局與HHA在2007年簽署建設合約開始建設，2012年11月29日U 4線第一階段開始營運。
U4線除了新竣工的路線之外，在比尔施泰特站到處女堤站與U2線共線，事實上U4線大部分的路段都與U2共線，營運路線呈上下顛倒的「L」字型，U4線因此也負擔U2線班次加密的任務。另外U4線與U3線沒有轉乘站，但可以透過處女堤站的地下道與U3線市政廳站轉乘。2018 年 12 月 6 日，U4線延伸一站至易北河大桥车站站，2019年12月15日漢堡城鐵的易北河大桥车站開通，使地鐵U 4線可以與城鐵在該站換乘。

#### 其他建設
- U1線奧爾登費爾德站（英语：Oldenfelde station），2018年2月16日動工，2019年12月9日通車。[12]該站通車前，其前後兩站站距達2.6公里，奧爾登費爾德站為當地新闢的住宅區提供通勤服務。[13]
- 2021年1月，HHA宣布為翻新U3線老舊的市區路段，關閉U3線市政廳站與前後2站區間的營運，直到2022年3月底[14]，5月所有車站恢復營運。[15]

## 路線

### 營運路線
漢堡地鐵目前有4條路線 (U 1、U 2、U 3、U 4)和93個車站，路網總長為98.4公里。

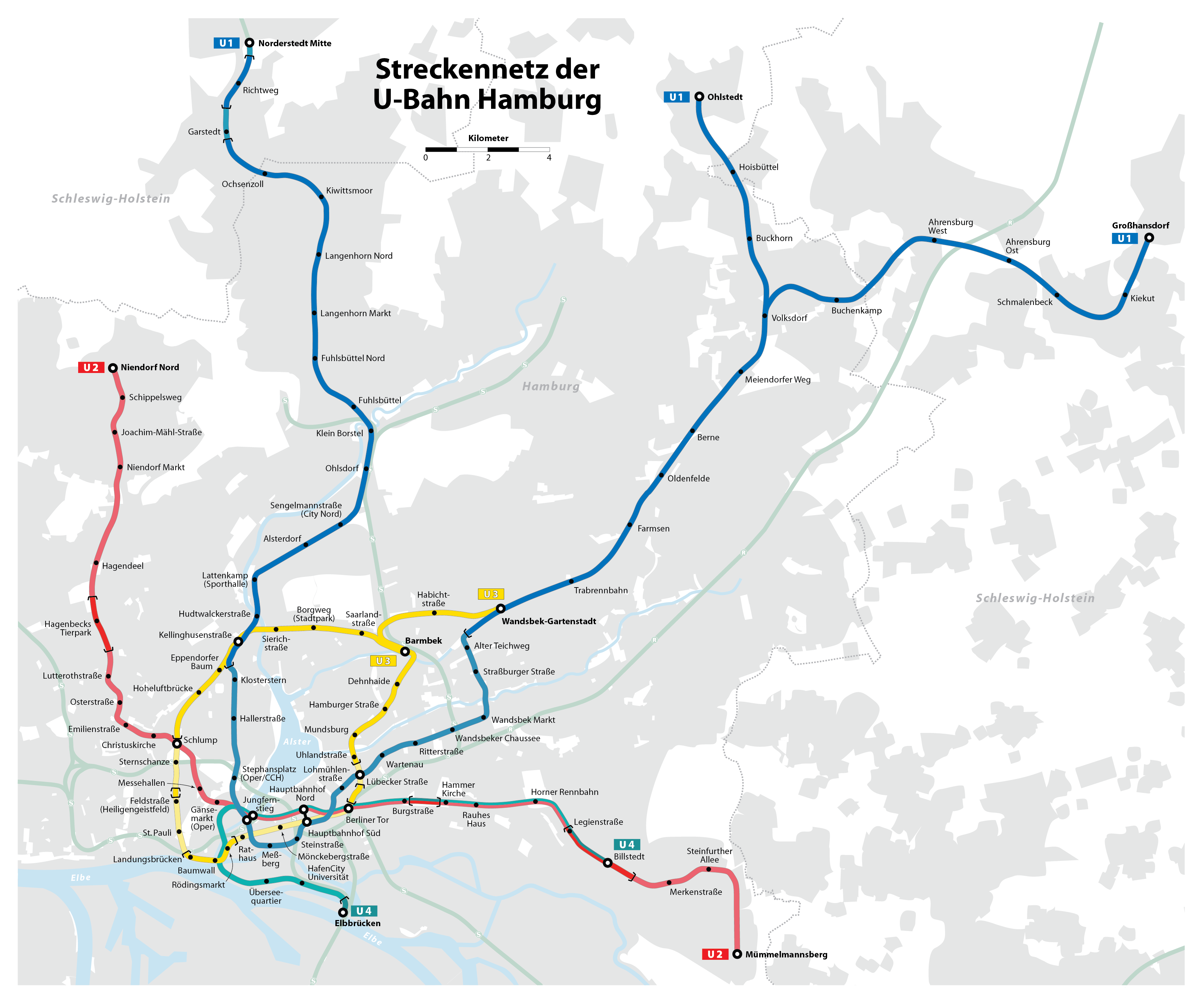
HHA的營運路線圖 (2009-)

| 路線 | 起訖站                                          | 長度 (km)                    | 車站數 |
| ---- | ----------------------------------------------- | ---------------------------- | ------ |
| U 1  | 诺德施泰特中心车站--大漢斯多夫站/奧爾施泰特     | 55.4                         | 46     |
| U 2  | 寧多夫北站--明媚曼斯贝格                        | 24.5                         | 25     |
| U 3  | 班贝克车站--環線--班贝克车站--万茨贝克-花园城站 | 20.7                         | 25     |
| U 4  | 比尔施泰特--易北河大桥车站                      | 13.3 （独立运营长度约为5.3） | 12     |
| 總計 | 總計                                            | 98.4                         | 93     |

### 未來規劃

#### U4線延伸

興建中的U4線東延計畫

U4線目前在東、南兩端都有延伸計畫。在東端U4線將在霍恩赛马场站與U2線分離，U4線列車不再開往比尔施泰特站，而是沿新建路線前往建設中的霍恩格斯特站。U4線的東端延伸長2.6公里，新建2座車站，計畫於2014年提出，2018年完成最終規劃，2020年2月HHA獲得建設許可，並開始建設，預計2026年完成。
U4線南延伸建議也在2014年提出，2015年德國奧林匹克體育同盟宣布支持漢堡申辦2024年夏季奥林匹克运动会，並將U4線南延作為重要配套基礎建設，然而同年11月漢堡市民公投否決奧運申辦，U4線南延計畫被迫暫停。2017年漢堡議會提出關於原本奧運會用地--格拉斯布魯克區的都市計畫，並使U4線南延被重新提出，2020年HHA宣布U4線南延的概念研究，目前計畫向南延伸新建1座車站，新車站預計建於伏爾塔瓦港的水面上，遠期規劃繼續向威廉斯堡延伸。

#### U5線
U 5線是HHA即將建設的新路線，然而U5線的規劃並非近期才提出，早在1955年HHA為漢堡規劃的7條、約200公里的地鐵路線中就包含相似的路線 (由不同路段組成)。1960年代HHA提出舊U4線計畫，計畫雖然沒有實現，但其東段成為今日U5線東段的藍圖。2002年U 4線規劃時，重現舊U4線東段的計畫再次提出，但最終U4線決定向東運行，而非向北。

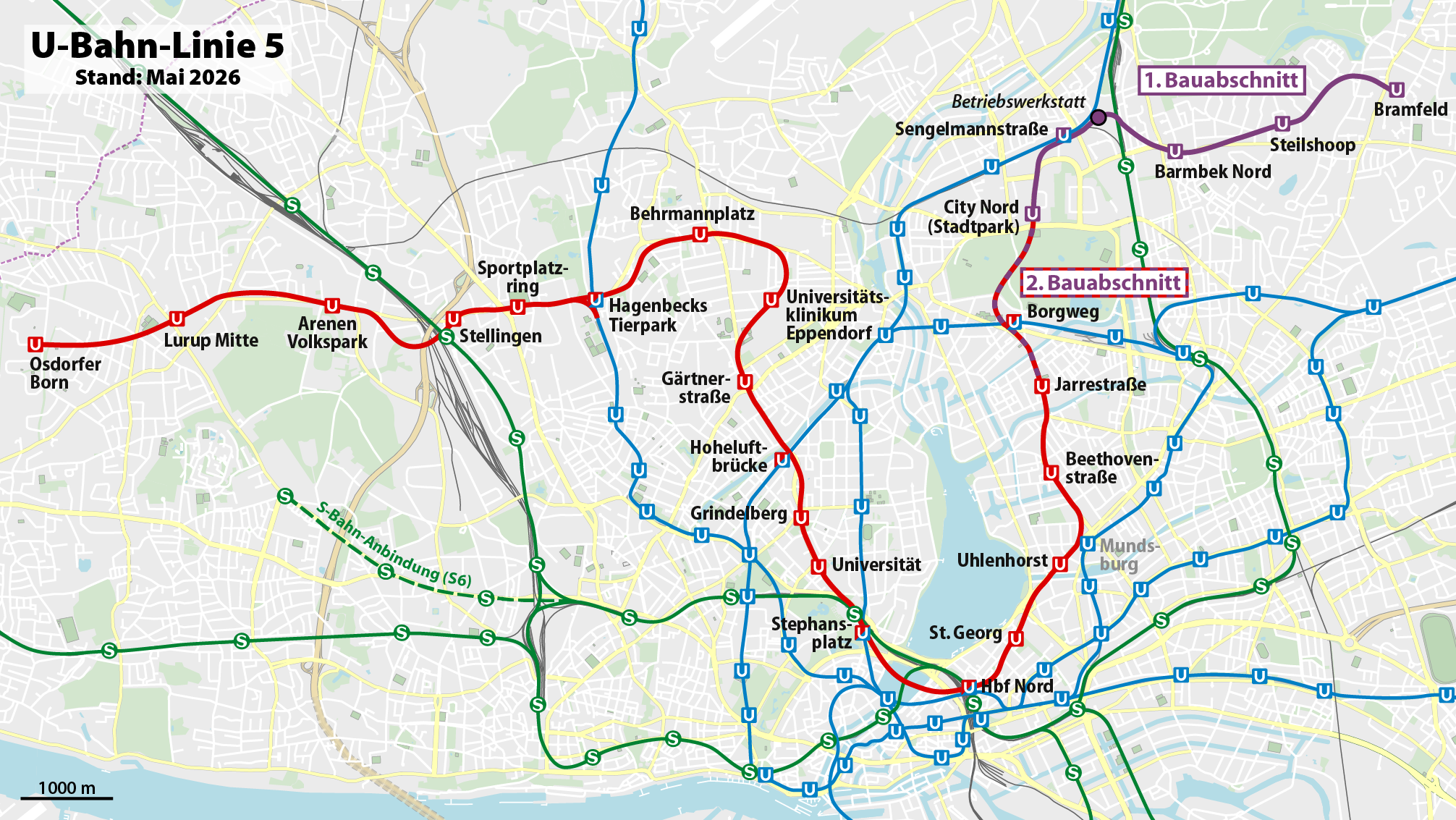
HHA U5線路線圖，紫色為東段，紅色為剩餘路段。

U4通車之後，HHA利用這個空缺的線位規劃U5線，在2014年公布U5線的計畫，2017年進一步宣布U5線東段完成規劃，U5線東段起自布拉姆菲爾德站，在森格曼大街站與U1線轉乘，終點位於城北站，長5.8公里，設有5座車站，其中4個是新建車站。2019年U5線東段完成審查。計畫在2021年動工，2028到2029年之間完工，另外U5將使用自動駕駛。
U5線剩餘的路段，目前正在規劃中，計畫沿外阿爾斯特湖東岸向南建設，先與U3線在博格維格站換乘，接著前往市中心，在市中心的漢堡中央車站北站與處女提站和現有所有線路換乘。經過市中心之後，轉向先往北，再轉西，與U3、U2轉乘，之後在阿里納斯人民公園設立西端終點站。U5線全線計畫長約25公里，將有23個車站，其中15個為新建車站。

#### 其他路線延伸
- U3線延伸線段新增富爾斯比特勒大街。[25]
- U2線兩端延伸，目前不在HHA的規畫中。

## 列車

### A型 (T型)

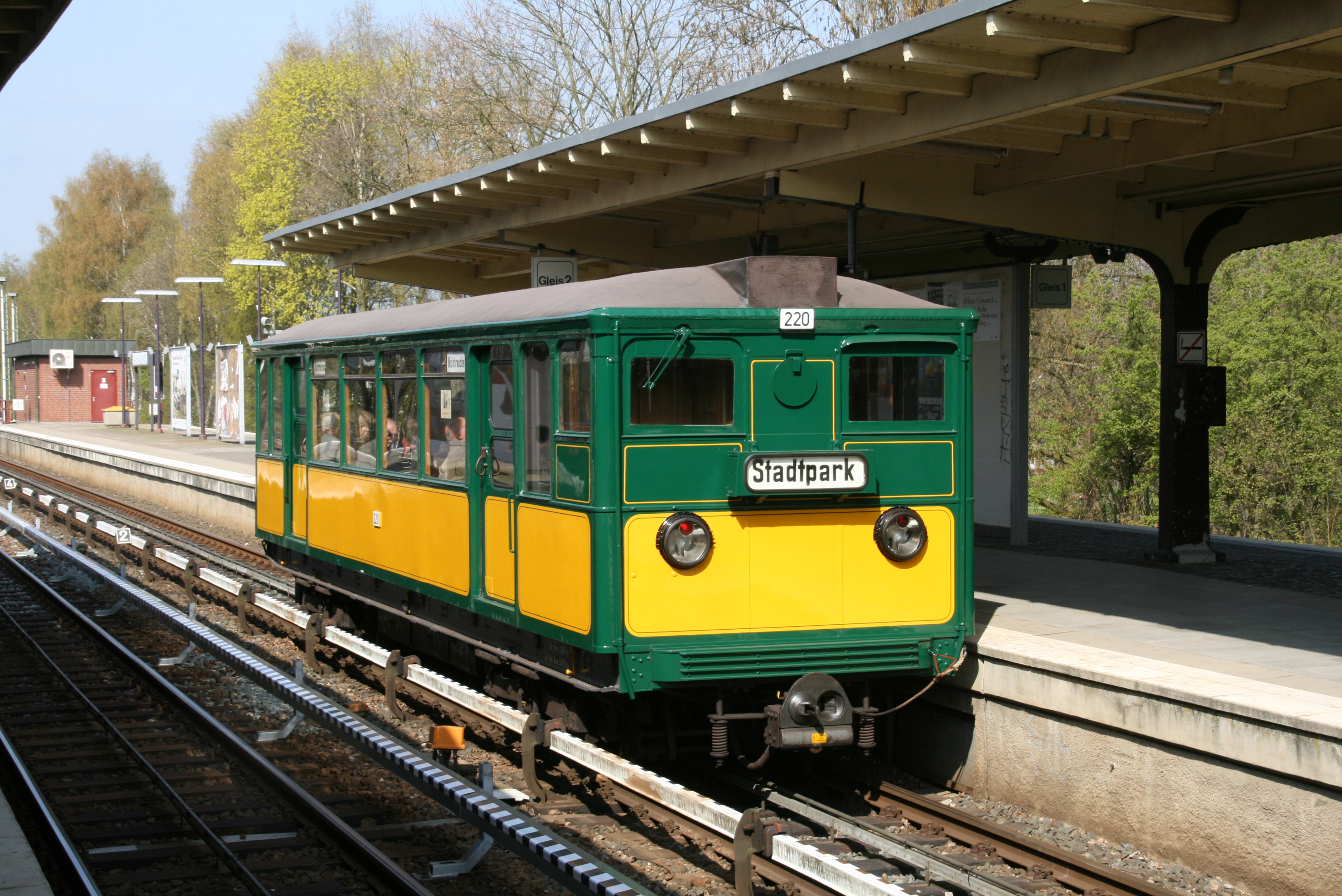
T型

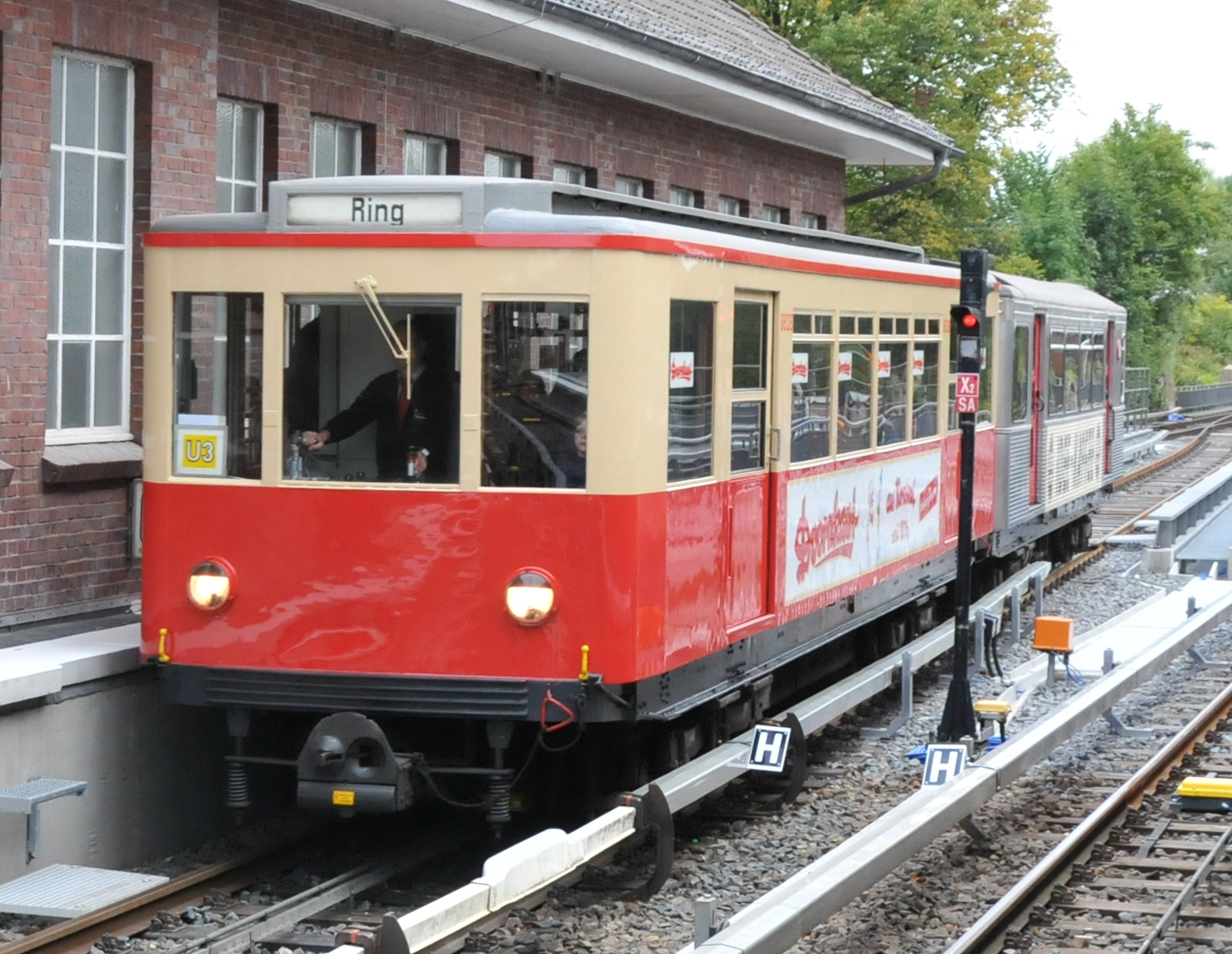
TU1型 (紅色/米色塗裝的車廂)

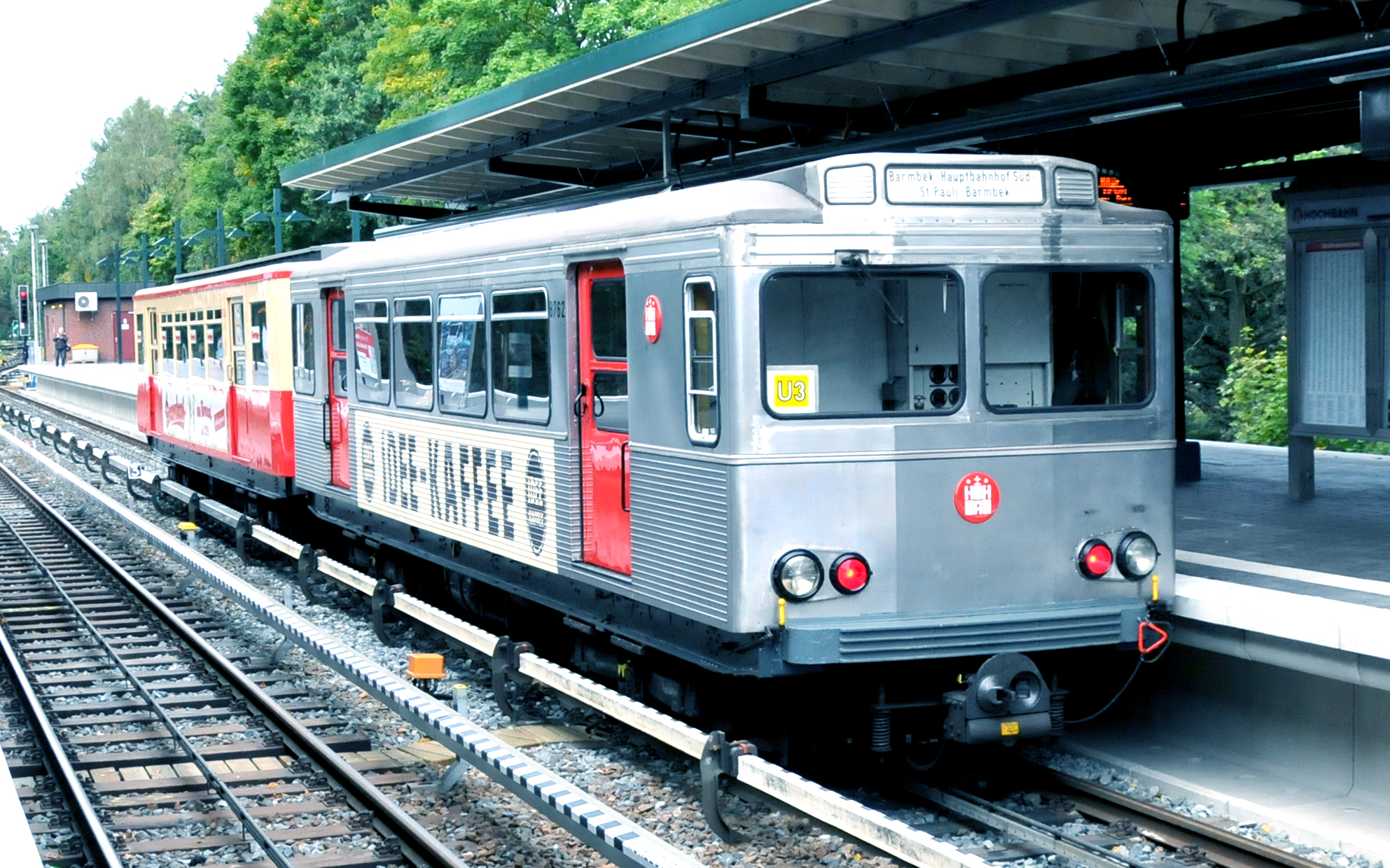
TU2型 (未上塗裝的車廂)

A型車是HHA的第一種地鐵列車，於1911年10月第一輛列車交付， 1912 年 2 月 15 日投入使用，1920年以前，HHA的部分車廂實施等級畫分，1920年廢除等級畫分，但也使原本高級車廂禁菸令解除，直到1964年HHA才宣布地鐵全面禁菸。A型車的製造商為西门子與AEG為首的集團，1911到1943年之間，生產377節車廂，最初營運時使用2至4節編組，之後增加至6節，每節車廂都帶有動力，A型車後來被改稱為T型。
二戰期間125節A型車車廂受損，1947年HHA修復其中118節，並將其指定為B型車，後來改稱TU1型。1959年雖然HHA訂購的新型列車DT1陸續交付，但人們擔心DT1的數量不足以應付路網的客流，HHA因此翻新102節車廂，以延長其使用壽命，並稱之為TU2型。所有T型車與其衍生型，在1970年6月之後除役，目前有6節車廂保留，用於展示、紀念性運行，包括4節T型，與TU1、TU2行各1節。

### DT1型

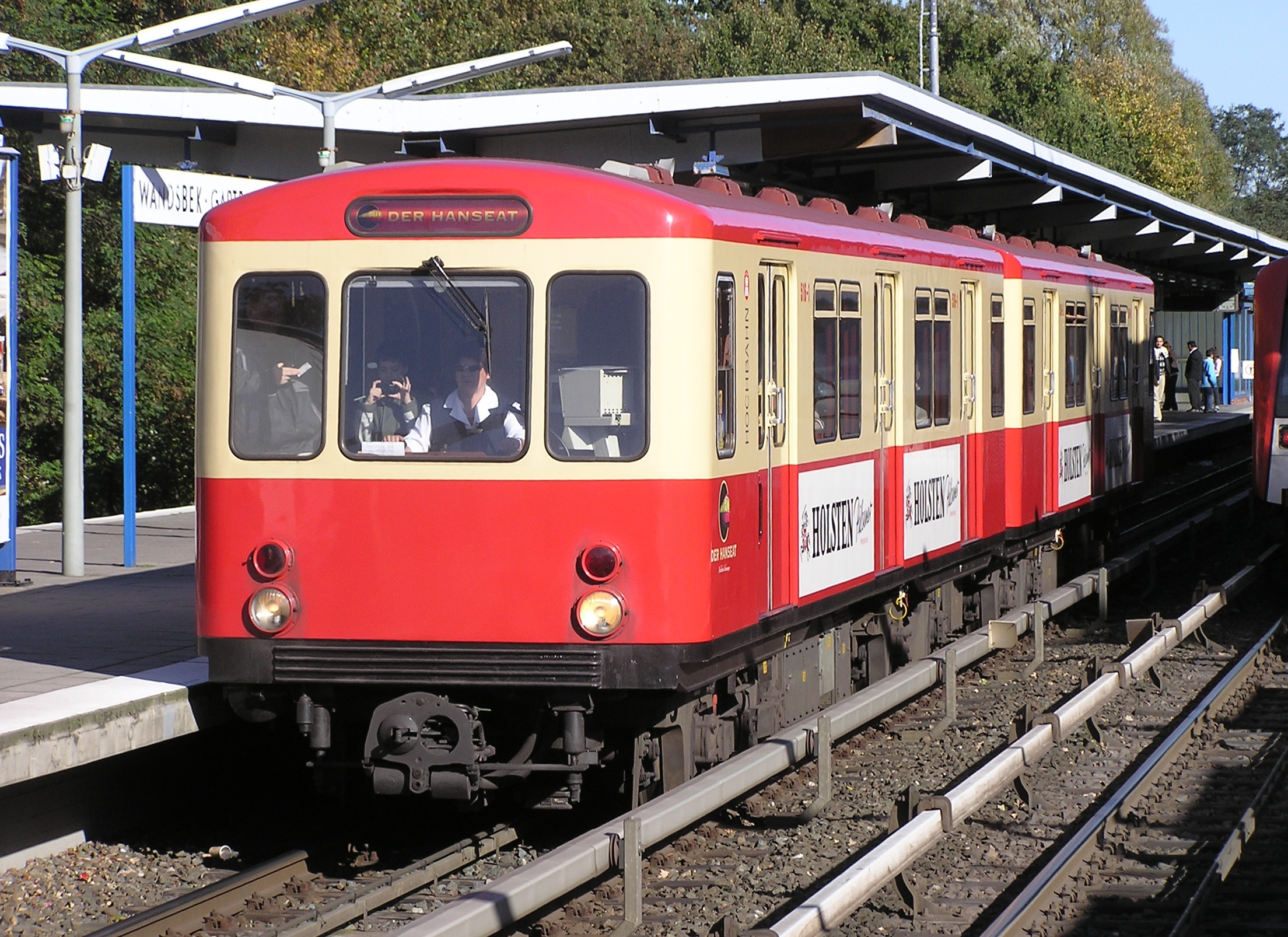
DT1型 (與營運時的塗裝不同)

1950年代末期，隨著地鐵即將迎來路網擴張，T型車數量預期將不敷使用，HHA一方面翻新部分T型車為TU2型，同時訂購新型列車。新型列車由烏丁根軌道列車廠、西門子與AEG製造，列車於1958年5月開始投入營運。以兩節車廂為一組，也是其名稱「雙聯-動車組」(縮寫為DT)的由來。HHA總共採購50組，100節DT1型車廂，每組載客量284人，最高速度80公里/小時。然而實際上HHA最初採購數量為100組，但由於DT1以鋼材製造，導致車身過重，耗費大量電力，因此最終HHA只接收一半50組列車。
由於DT1耗費大量電力，因此1970年代HHA改以新的DT2、DT3為營運主力，只在運量高峰時使用DT1型。1980年代HHA計畫以DT4型完全取代DT1，但因為漢堡市政當局的財務影響，DT1型直到1991年才除役，目前有3組車廂保留，分別用於展示、紀念性運行、提供備用零件。

### DT2型

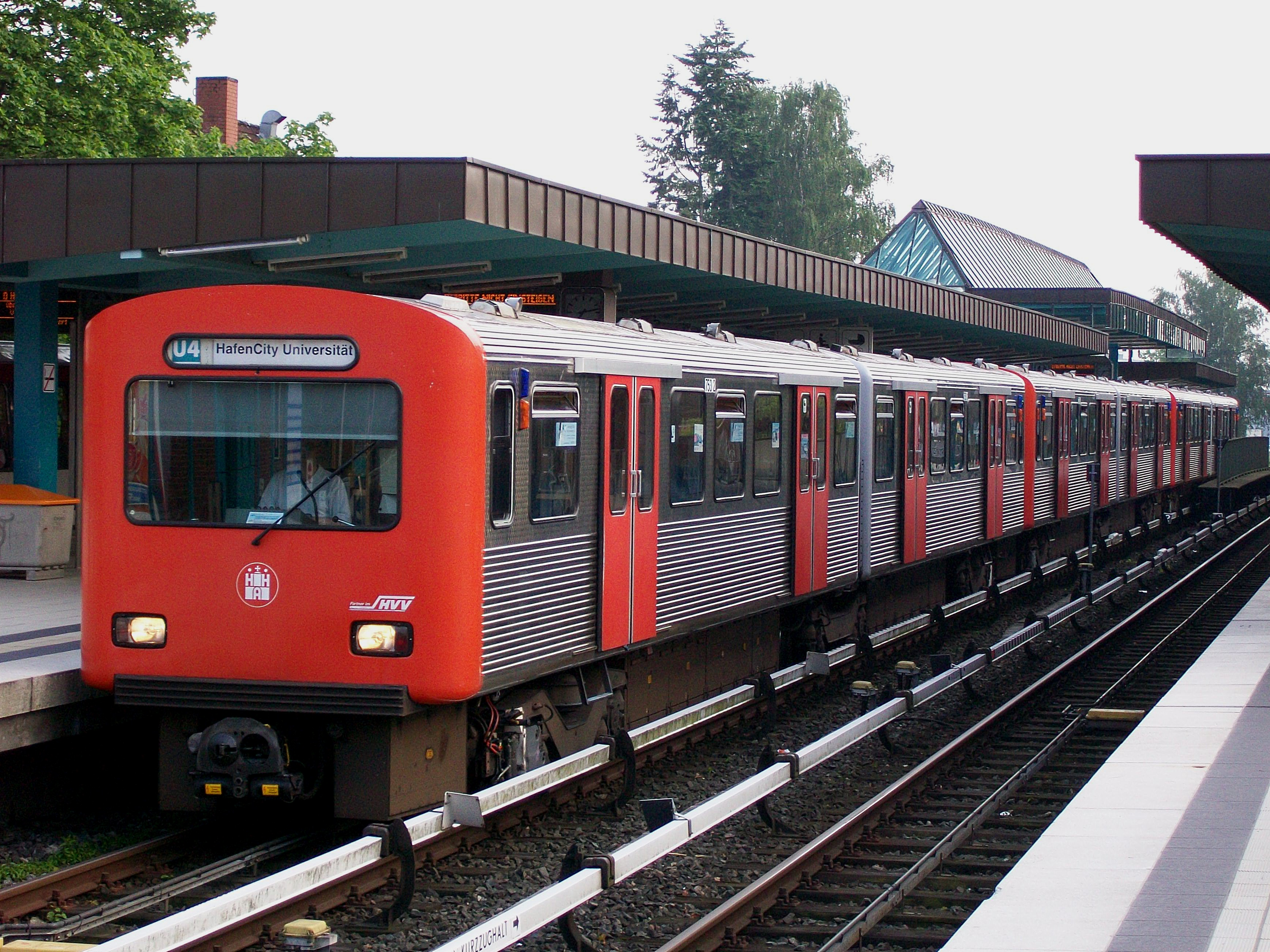
DT2-E型

鑑於 DT1車身過重的問題，HHA只接收第一階段50組列車的交付，另外50組被取消。之後HHA開始開發一種全新的輕型結構車輛，DT2型車身由獲得美国巴德公司使用許可的輕質鋼結構製成，車身重量明顯減輕，但由於車身較窄短，每組載客量僅188人。1962–1966年之間，HHA採購186組DT2型雙聯動車組，依照交付批次又可分為2.0 (原型車)到2.5，6個型號。DT2交付後以4到8節編組在U2與U3線上運行，1990年代DT4開始交付後，只在U3線以4或6節編組運行，最高速度70公里/小時。
1980年代隨著DT4交付，HHA計畫除役所有DT1與大部分DT2，但漢堡市的財務不允許過多新車訂購，使得DT2無法大量除役，HHA只好翻新部分DT2，使其壽命延長20-25年，DT2在1984到1992年之間翻新，除DT2.3型因為技術問題沒有進行翻新，並在1993年除役，其他DT2在翻新後被給予新的型號DT2-E。2005年龐巴迪向HHA交付所有DT4型列車，此後DT2-E逐漸轉居儲備列車的角色，但其仍繼續使用了11年，主要因素是DT5型列車的交付延遲，直到2015年11月28日，DT2-E完成最後的常規運行，結束長達53年的營運。

### DT3型

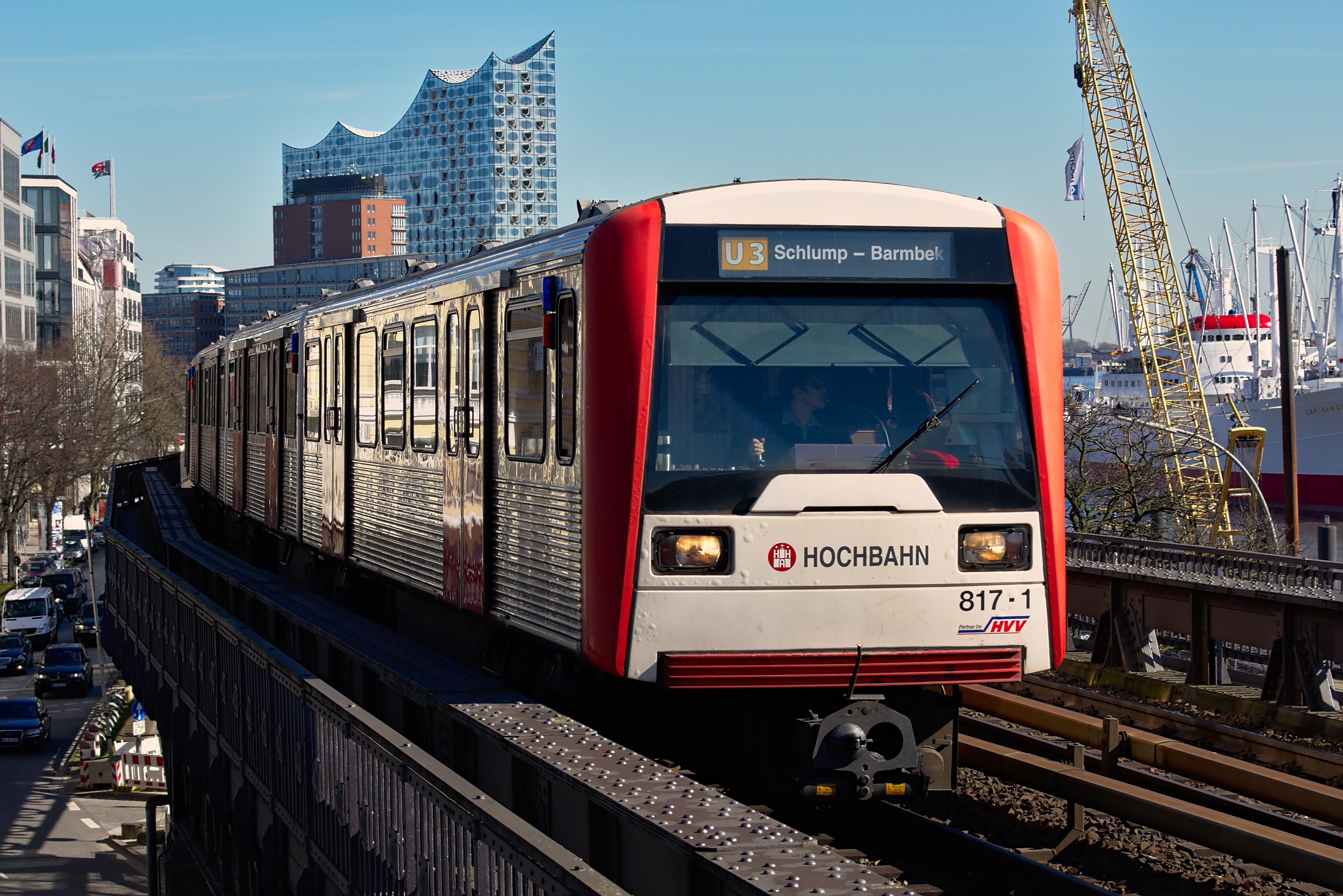
DT3-E型

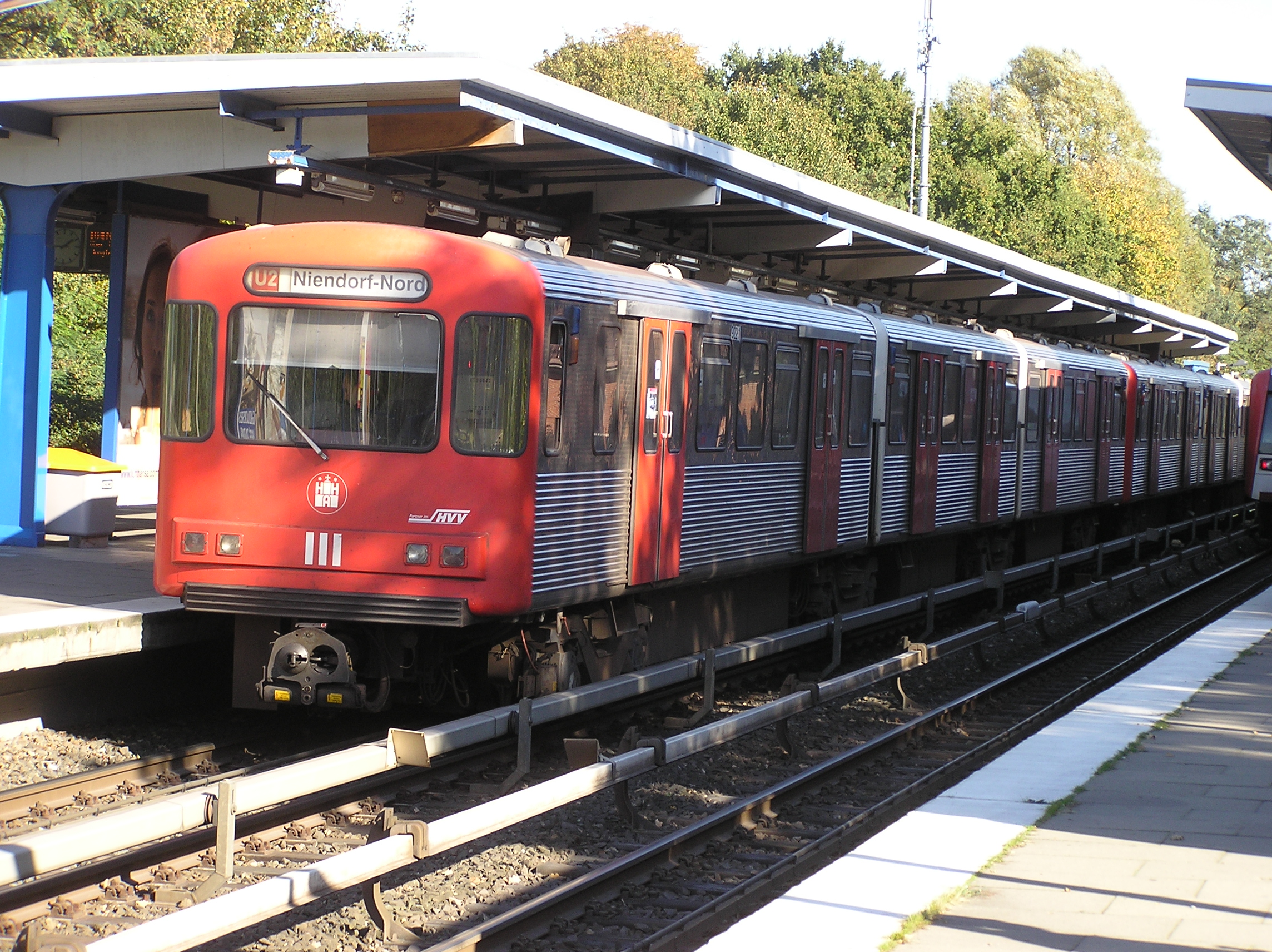
DT3-LZB型

當 DT2 型仍在建造中時，HHA已經在開發新的DT3型列車。DT3 在車輛結構、塗裝方面與 DT2 非常相似，但在技術上與DT1較相似，可說是輕化版的DT1。DT3與DT2最大的不同是一組列車由3節車廂組成，DT3增加一節較短的中間車，彌補DT2的載客量劣勢，一組DT3的載客量為364人，以6或9節編組運行，主要運行於U1線，最高速度80公里/小時。DT3型的製造商包括林克-霍夫曼-布施 (LHB)、布朗-博韦里、凱普電氣，於1968-1971年之間生產交付，總共交付127組列車。
1994到2000年之間，HHA為68組DT3列車進行翻新，並更改塗裝，翻新後的列車被給予新的型號DT3-E。另外一些DT3形列車被改造用於測試目的，包括：
- 6組被改造，用於測試線性列車控制（德语：Linienförmige Zugbeeinflussung） (LZB)，為列車自動駕駛準備，外觀與DT3-E不同，保留原本DT3型的塗裝，但前窗因配合自動駕駛而有更動，HHA給予型號DT3-LZB，但包含於68組DT3-E中，所有DT3-LZB於2016年12月9日退役。
- 2組被改造，用於測試三相驅動（德语：Drehstromantrieb (Eisenbahn)），為DT4型列車準備，HHA給予型號DT3-DAT，測試結束後分別於1989年與1995年退役。

HHA原本計畫2015年DT5完成交付之後，將DT3-E除役，然而由於DT5型列車的交付延遲，到2016年仍有10組DT3-E尚未除役，HHA將之再次翻新，作為儲備列車，給予新型號DT3-N，計畫繼續使用到2025年，屆時DT3的營運歷史將達57年。另外編號910的機組，曾經用於替代翻新的HT2型工程車輛，但已經於2021年5月8日結束該任務。

### DT4型
DT3型交付完成後，幾家運輸公司開始為新的DT4型試驗三相驅動技術，改造2組DT3-DAT進行測試。DT3-DAT 進行徹底測試後，HHA 在 1986 年向LHB和布朗-博韦里組成的財團訂購了首批DT4型列車。DT4型列車以4節車廂為一組，所有 DT4 均由三相電機驅動，車輛外觀以白色底漆、淺灰色和紅色條紋進行塗裝，DT4於1988首此交付，因為市政當局的財務吃緊，直到2005 年才完成所有列車的交付，總計交付126組列車。一組DT4的載客量為405人，以4或8節編組運行，8節編組長度約120公尺，主要運行於U1、U2和U4線，最高速度80公里/小時。
由於舊U3線在市區路段站台長度僅90公尺，不足以容納120公尺的8節編組DT4型或9節編組DT3型，因此導致2009年U2與U3換線，使DT4型得以服務明媚曼斯贝格站的龐大客流。2012年DT5型開始交付，HHA自2011年開始對最早交付的DT4.1與4.2型，共51組列車進行改造，將車廂內飾調整為DT5型的樣式。另外2013到2015年之間，HHA將10組DT4.2型 (編號141-151，不含142)轉換為更現代的 DT4.6 電氣設備，這些車輛被稱為 DT4.26型。

### DT5型

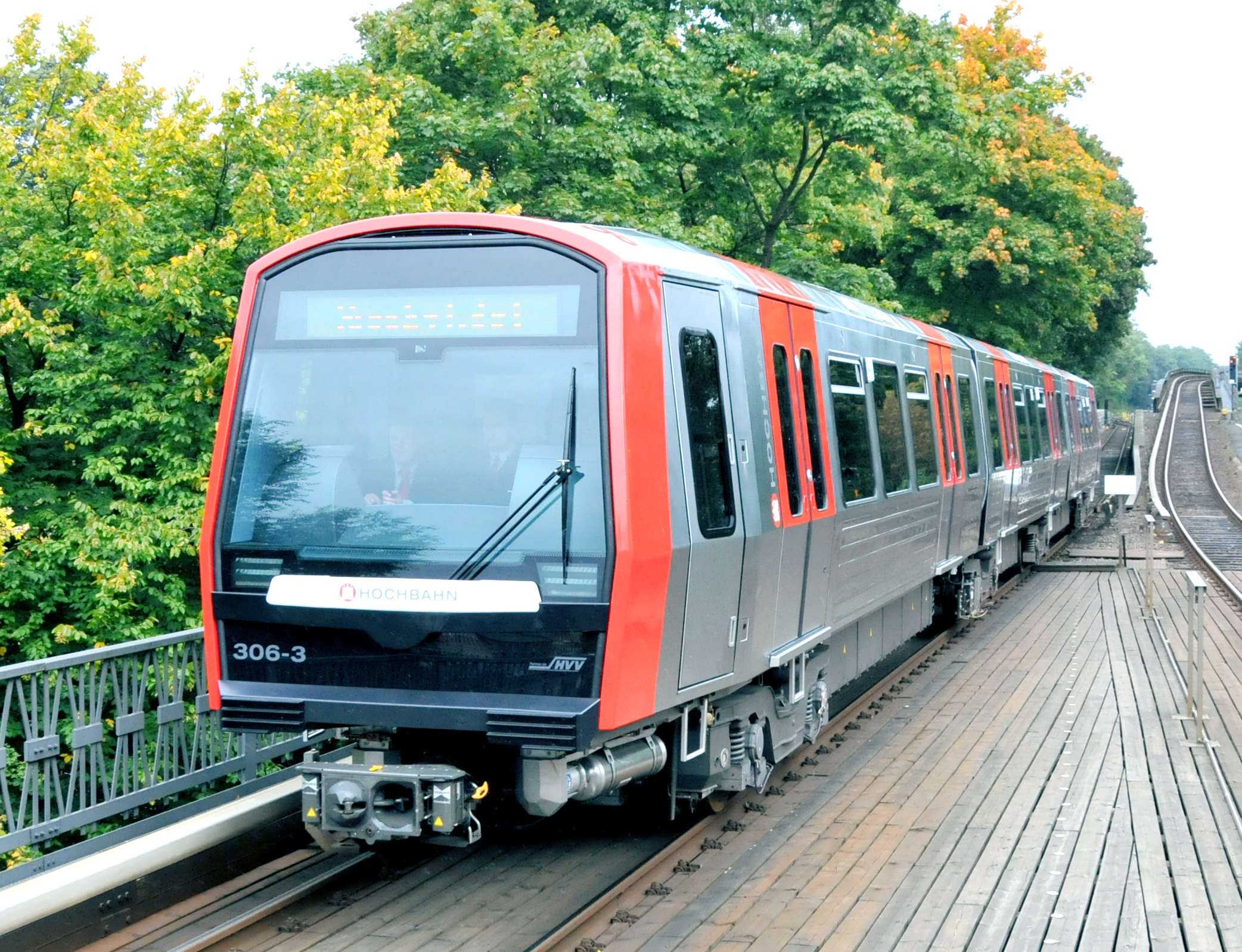
DT5型

2006年HHA公布新的DT5形列車的採購細節，DT5型由阿爾斯通-LHB和龐巴迪組成的集團製造。DT5與DT3相似，為3節一組，每組長度約40公尺的列車，最大編組為3組9節，車頭模仿DT4，塗裝則採用DT2與DT3 (未翻新)，只有車頭與車門有紅色塗裝，其餘部分不上漆。DT5 是HHA列車首次配備空調系統的列車，也是首個車廂之間連通的列車。一組DT5的載客量為336人，以6或9節編組運行，主要運行於U3線，最高速度80公里/小時。
DT5型列車於2008年開始製造，HHA最初採購87組，2011年12月首次交付，之後HHA陸續增加訂購量，截至2021年12月共訂購163組，其中148組已交貨，118組完成驗收投入營運，預計每個月交付2組列車並在 2022 年年中完成所有列車交付。DT5最初計畫取代DT2-E與DT3-E，隨著DT5的交付，DT2-E於2015年結束營運，但有10組DT3-E被翻新為DT3-N作為儲備列車，預計待新的DT6型交付後再進行除役。

### 新列車
2014年HHA公布新列車DT6型的技術參數，並開始招標，DT6計畫將取代DT4型，一組約40公尺，但寬度較DT5寬，預計可以容納更多乘客。由於HHA不斷增購DT5形列車，因此推遲DT6的招標、製造。目前DT6已有兩種類型，分別是DT6-A與DT6-F，DT6-A採自動駕駛，未來將用於U5線的營運，DT6-F則提供手動或半自動駕駛，在其他路線上使用，目前DT6形列車計畫在2026年之後投入使用。2024年7月HHA宣布新列車DT6型将由阿爾斯通制造，DT6型将制造374輛列车，其中254輛半自動駕駛、120輛自動駕駛，列车采用4辆编组。

## 營運
漢堡地鐵平日從大約凌晨 4 點運行到隔日凌晨 1 點左右，在周五至週六的晚上以及公共假期的前夜，延長夜間服務，但營運路線部分縮短。除了U4線之外，各路線在市中心路段，非高峰期間班距為10分鐘，高峰期間為5分鐘，特殊情況下可以壓縮至2.5分鐘一班車。U1線東北端的兩條支線班距為20分鐘，U4線因為與U2共用大部分路線，因此新建路段班距為10分鐘，在運量低的時段，U4線只在新建路線上營運。U3線的轉乘站中，除了斯倫普站之外，包括「6字型」路線中，環狀路段與延伸路段的交會站--班贝克车站站，都設計為跨月台轉車站。

## 備註
1. ↑  不需維修的列車。
2. ↑  與U3線須通過地下連通道換乘。
3. ↑  布朗-博韦里之後於1988年與瑞典通用电气公司合組為ABB公司。1995年ABB又將鐵路部分與戴姆勒-賓士的鐵路部門合併為ABB-戴姆勒-賓士運輸。
4. ↑  LHB於1996年被阿爾斯通收購，以下簡稱阿爾斯通。
5. ↑  該站U2與U3線，深度不同且垂直相交。

## 外部連結
- Hamburger Hochbahn official website （页面存档备份，存于） Operator of the Hamburger U-Bahn
- Die Geschichte der Hamburger Hochbahn （页面存档备份，存于） Book by André Loop
- Current and historical Plans for the U4 （页面存档备份，存于）